# An-Nâsir Muhammad ben Qaitbay
Pour les articles homonymes, voir An-Nasir.
An-Nâsir Muhammad (? - 1498) est un sultan mamelouk burjite qui règne en Égypte de 1496 à 1498.

## Biographie
En juillet 1496, Qaitbay, âgé de quatre-vingt-six ans abdique en faveur de son fils Muhammad qui prend le titre d’An-Nâsir. Le 6 août 1496 Qaitbay décède.
Muhammad se montre particulièrement débauché. Et se voit aussi reprocher son goût pour les armes à feu que les Mamelouks continuent à se refuser à employer. Le chancelier Tuman Bay le fait arrêter, il est abattu et son corps est abandonné. Son oncle Qânsûh, ancien esclave de Qaitbay lui succède.